# Jade (gmina)
Jade – miejscowość i gmina w Niemczech, w kraju związkowym Dolna Saksonia, w powiecie Wesermarsch.

## Geografia
Przez gminę Jade przepływa rzeka Jade.